# Atarba tergatoides
Atarba tergatoides är en tvåvingeart som beskrevs av Alexander 1965. Atarba tergatoides ingår i släktet Atarba och familjen småharkrankar.
Artens utbredningsområde är Madagaskar. Inga underarter finns listade i Catalogue of Life.